# 象耳貝
象耳貝（學名：Elliptio crassidens）是蚌科小方蚌亚科Pleurobepami族之下Elliptin屬的一個淡水雙殼綱軟體動物的物種，生長於北美洲的河流。
象耳貝有一對厚重的三角形外殼，可長達15厘米。殼的外圍棕色或黑色，殼裡淺紫色。常見於大河流的泥灘、沙灘或細礫石灘裡。

## 分佈
本物種分佈於美國中西部、東部及部分南部州份，也見於加拿大安大略省及魁北克省。
儘管本物種分佈廣泛，本物種在美國中西部相對比較罕見；但在俄亥俄州部分地區及伊利諾州與印第安納州的白河流域卻比較豐富。在明尼蘇達州、密蘇里州及威斯康星州，本物種被列為受威脅。

## 生命週期
象耳貝一般每年繁殖一次。繁殖季節短，從4-5月到6-7月。雄性和雌性物種都在出生4到6年後達至性成熟。
幼蟲會逗留於母親的鰓各處，從數星期到數個月不等。然後，幼體會離開母體，尋找宿主並黏附於宿主的鰭或鰓成長。經過在宿主上數星期的寄生生活，幼蚌可回復自由，從宿主身上脫落，落到河床上再挖洞成長。終其一生，象耳貝的移動範圍都不會超過其棲洞的數公尺範圍。象耳貝的寄生階段對牠們的成長至關重要，多項研究都表明淡水蚌類的幼蟲都要寄生在魚類的體表或鰓上，才能發育成為幼貝：1913年，美國爱荷华州基奥卡克的密西西比河上建了一座水電大壩，令到在河中象耳貝幼蟲所寄生的金綠西鯡（亦作墨西哥灣西鯡）的消失，使象耳貝及其他以這種魚寄生的蚌類停止繁殖。
雖然象耳貝在幼蟲期會寄生在魚上，但成蚌後牠們也是Lophotaspis interiora Ward & Hopkins, 1931的宿主。
象耳貝是濾食者，主要以細菌、原生動物、藻類和浮游生物等較小型的食物為食。常見的捕食者包括水獺、浣熊、麝鼠、鷺、白鷺和各種魚類。
跟其他蚌類一樣，象耳貝的壽命很長，從20年100年不等。